# Mörttjärnen (Jokkmokks socken, Lappland, 737582-173483)
Mörttjärnen är en sjö i Jokkmokks kommun i Lappland och ingår i Luleälvens huvudavrinningsområde.